# Júlio Castro Caldas
Júlio de Lemos de Castro Caldas, né le 16 novembre 1943 à Lisbonne et mort dans la même ville le 4 janvier 2020, est un avocat et homme politique portugais. Il est ministre de la Défense entre 1999 et 2001.

## Biographie

### Un avocat politiquement engagé au centre-droit
En 1966, Júlio Castro Caldas passe avec succès sa licence de droit à l'université de Lisbonne. Il devient avocat deux ans plus tard.
Comptant parmi les fondateurs du Parti social-démocrate (PPD/PSD), il se présente en tête de liste de l'Alliance démocratique (AD) dans le district de Viana do Castelo aux élections législatives intercalaires du 2 décembre 1979. Il est alors élu député à l'Assemblée de la République et désigné vice-président du groupe social-démocrate.
Il est réélu à l'occasion des élections du 5 février 1980 en améliorant le score de sa liste, qui frôle les 60 % et remporte 5 des 6 sièges à pourvoir dans le district.

### Un cadre des barreaux
En 1983, le gouvernement chute et de nouvelles élections sont convoquées. Júlio Castro Caldas décide de ne pas s'y présenter et prend ses distances avec le monde politique.
Cette même année, il est élu membre du conseil général de l'ordre des avocats, où il siège deux ans. Il devient en 1993 bâtonnier de l'ordre des avocats portugais. 

### Ministre d'un gouvernement socialiste
Júlio Castro Caldas fait son retour en politique lorsque le Premier ministre socialiste António Guterres le nomme ministre de la Défense nationale dans son second gouvernement, le 25 octobre 1999. Il est remplacé lors du remaniement du 4 juillet 2001 par l'ancien cadre du Centre démocratique et social (CDS) Rui Pena et se retire définitivement du monde politique.

### Haut responsable du secteur privé
Membre du conseil supérieur du ministère public entre 2005 et 2011, Júlio Castro Caldas a exercé diverses présidences d'assemblées générales, de conseils d'administration et missions d'arbitrage.